# Prueba Villafranca de Ordizia 2012
La Prueba Villafranca de Ordizia 2012, ottantanovesima edizione della corsa e valida come evento dell'UCI Europe Tour 2012 categoria 1.1, si svolse il 25 luglio 2012 su un percorso totale di 165,7 km. Fu vinta dallo spagnolo Gorka Izagirre che terminò la gara in 4h03'17", alla media di 40,86 km/h.
Al traguardo 92 ciclisti portarono a termine il percorso.

## Squadre e corridori partecipanti
| N.      | Cod. | Squadra                      |
| ------- | ---- | ---------------------------- |
| 1-10    | SAU  | Saur-Sojasun                 |
| 11-20   | EUS  | Euskaltel-Euskadi            |
| 21-29   | MOV  | Movistar Team                |
| 31-40   | ACG  | Andalucía                    |
| 41-49   | CJR  | Caja Rural                   |
| 51-60   | AND  | Androni Giocattoli-Venezuela |
| 61-68   | COL  | Colombia-Coldeportes         |
| 71-78   | RVL  | RusVelo                      |
| 81-90   | BUR  | Burgos BH-Castilla y Leon    |
| 91-100  | ORB  | Orbea Continental            |
| 101-109 | TKT  | Gios Deyser-Leon Kastro      |
| 111-118 | BNT  | Team Bonitas                 |
| 121-129 | LOK  | Lokosphinx                   |

## Ordine d'arrivo (Top 10)
| Pos. | Corridore            | Squadra       | Tempo    |
| ---- | -------------------- | ------------- | -------- |
| 1    | Gorka Izagirre       | Euskaltel     | 4h03'17" |
| 2    | Esteban Chaves       | Colombia      | s.t.     |
| 3    | Miguel Ángel Rubiano | Androni Gioc. | s.t.     |
| 4    | Andrey Amador        | Movistar Team | s.t.     |
| 5    | Jeffrey Romero       | Colombia      | s.t.     |
| 6    | Pedro Merino         | Gios Deyser   | s.t.     |
| 7    | Fabricio Ferrari     | Caja Rural    | s.t.     |
| 8    | David López García   | Movistar Team | s.t.     |
| 9    | Moisés Dueñas        | Burgos BH     | s.t.     |
| 10   | Emanuele Sella       | Androni Gioc. | s.t.     |